# Castianeira micaria
Castianeira micaria là một loài nhện trong họ Corinnidae.
Loài này thuộc chi Castianeira. Castianeira micaria được Eugène Simon miêu tả năm 1886.